# Laerru
Laerru (en sardo Laìrru) es una localidad italiana de la provincia de Sassari, región de Cerdeña, con 984 habitantes.

## Evolución demográfica
| Gráfica de evolución demográfica de Laerru entre 1861 y 2001 |
|                                                              |
| Fuente ISTAT - elaboración gráfica de Wikipedia              |